# Vidhu Vinod Chopra
Vidhu Vinod Chopra (ur. 5 września 1952) - uznany przez krytykę, wielokrotnie nagradzany bollywoodzki reżyser, producent i scenarzysta filmowy.
Dorastał w Srinagarze, w Kaszmirze, Indie. Zrezygnował z doktoratu w Cambridge University i wybrał studia reżyserskie the Film and Television Institute of India.
Ożenił się ze znana pisarką Anupamą Choprą. Obecnie jest obywatelem USA.

## Filmografia
| Rok  | Film                     | Role                            |
| ---- | ------------------------ | ------------------------------- |
| 2008 | Munna Bhai Chale Amerika | producent                       |
| 2008 | 64 Squares               | reżyser, producent, scenarzysta |
| 2007 | Eklavya: The Royal Guard | reżyser, producent, scenarzysta |
| 2006 | Lage Raho Munna Bhai     | Producent, współscenarzysta     |
| 2005 | Poślubiona (Parineeta)   | producent, scenarzysta          |
| 2003 | Munna Bhai M.B.B.S.      | producent,scenarzysta           |
| 2000 | Misja w Kaszmirze        | reżyser, producent, scenarzysta |
| 1998 | Kareeb                   | reżyser, producent              |
| 1993 | 1942: A Love Story       | reżyser, producent, scenarzysta |
| 1989 | Parinda                  | reżyser                         |
| 1985 | Khamosh                  | reżyser, producent, scenarzysta |
| 1983 | Jaane Bhi Do Yaaro       | aktor,                          |
| 1981 | Sazaye Maut              | reżyser, producent, scenarzysta |
| 1978 | An Encounter with Faces  | reżyser                         |
| 1977 | Murder At Monkey Hill    | reżyser                         |
| 1977 | Kareeb                   | reżyser, producent              |